# Jelena Erić
Pour les articles homonymes, voir Erić.
Jelena Erić, née le 12 octobre 1979 à Novi Sad (Yougoslavie, aujourd'hui en Serbie), est une joueuse internationale serbe de handball, évoluant au poste d'arrière gauche.

## Palmarès

### En club
compétitions internationales
- vainqueur de la Coupe de l'EHF (C3) en 2010 avec Randers HK

compétitions nationales
- vainqueur du Championnat de Serbie en 2012 avec ŽRK Zaječar
- vainqueur de la Coupe de Serbie en 2012 avec ŽRK Zaječar

### En sélection
- Médaillée d'argent aux Jeux méditerranéens de 2005
- 4e place au championnat d'Europe 2012 en Serbie[1]
- Médaillée d'argent au Championnat du monde 2013 en Serbie[2]

### Distinctions individuelles
- élue meilleure arrière gauche du championnat du Danemark en 2008[3]